# Reflexive Hülle
Die reflexive Hülle einer zweistelligen Relation {\displaystyle R} auf einer Menge {\displaystyle M} ist die kleinste reflexive Relation auf {\displaystyle M}, die {\displaystyle R} enthält.

## Mathematische Definition
Die reflexive Hülle {\displaystyle S} einer zweistelligen Relation {\displaystyle R} auf einer Menge {\displaystyle M} ist gegeben durch
{\displaystyle S=R\cup \Delta _{M}=R\cup \{(m,m)\mid m\in M\},}
wobei {\displaystyle \Delta _{M}} die Diagonale auf {\displaystyle M} bezeichne.

## Beispiel
Die reflexive Hülle der {\displaystyle <}-Relation auf {\displaystyle \mathbb {R} } (allgemeiner auf einer geordneten Menge) ist die {\displaystyle \leq }-Relation.